# Liste des édifices labellisés « Patrimoine du XXe siècle » de Meurthe-et-Moselle
Cet article recense les monuments protégés au titre du Patrimoine du XXe siècle du département de Meurthe-et-Moselle, en France.

## Statistiques
Au 31 décembre 2014, la Meurthe-et-Moselle compte 3 immeubles labellisés « patrimoine du XXe siècle ».
Depuis juillet 2016, un ensemble urbanistique est labellisé « patrimoine du XXe siècle » sous la dénomination « architecture contemporaine remarquable ».

## Liste
| Monument | Commune                | Adresse                    | Coordonnées                      | Notice         | Protection         | Date      | Illustration                                    |
| --- | ---------------------- | -------------------------- | -------------------------------- | -------------- | ------------------ | --------- | ----------------------------------------------- |
| Usine de colles, puis conserverie de fruits et usine de confitures Lerebourg et Bisson, puis Materne Fruibourg | Liverdun               | 1 avenue Eugène-Lerebourg  | 48° 45′ 02″ nord, 6° 03′ 36″ est | « IA54000017 » | Inventaire général | 1997      | Image manquante Téléverser                      |
| Tour Marcel-Brot                                                                                               | Nancy                  | 1 rue Joseph-Cugnot        | 48° 40′ 41″ nord, 6° 12′ 08″ est | « EA54141200 » |                    | 2004      | Tour Marcel-Brot                                |
| Église de la Vierge-des-Pauvres                                                                                | Nancy                  | avenue Raymond-Pinchard    | 48° 41′ 47″ nord, 6° 08′ 32″ est | « EA54141201 » |                    | 2004      | Église de la Vierge-des-Pauvres                 |
| Ancien institut de zoologie                                                                                    | Nancy                  | 32-34 rue Sainte-Catherine | 48° 41′ 41″ nord, 6° 11′ 18″ est | « PA54000088 » | Classé             | 2016      | Ancien institut de zoologie                     |
| Siège de la société des Hauts-Fourneaux et Fonderies                                                           | Nancy                  | 91 avenue de la Libération | 48° 41′ 37″ nord, 6° 09′ 54″ est | « PA54000058 » | Inscrit Classé     | 2003 2015 | Image manquante Téléverser                      |
| Cimetière américain du Saillant de Saint-Mihiel                                                                | Thiaucourt-Regniéville |                            | 48° 57′ 25″ nord, 5° 51′ 11″ est | « PA54000089 » | Inscrit            | 2017      | Cimetière américain du Saillant de Saint-Mihiel |
| Place des Trois-Évêchés                                                                                        | Toul                   | Place des Trois-Évêchés    | 48° 40′ 25″ nord, 5° 53′ 25″ est | EA54           |                    | 2016      | Place des Trois-Évêchés                         |